# Ilja Samsonov
Ilja Aleksejevitj Samsonov, ryska: Илья Алексеевич Самсонов, född 22 februari 1997, är en rysk professionell ishockeymålvakt som spelar för Toronto Maple Leafs i NHL.
Han har tidigare spelat på NHL-nivå för Washington Capitals och på lägre nivåer för Hershey Bears i American Hockey League (AHL) och Metallurg Magnitogorsk i Kontinental Hockey League (KHL).
Samsonov draftades av Washington Capitals i första rundan i 2015 års draft som 22:a spelare totalt.